# Tito Gotti
Pour les articles homonymes, voir Gotti (homonymie).
Tito Gotti, né à Bologne le 6 juillet 1927 et mort dans la même ville le 11 mai 2024, est un chef d’orchestre italien, musicologue et organisateur de manifestations musicales.

## Biographie
Tout en poursuivant ses études classiques et universitaires, il a fréquenté le Conservatoire G.B. Martini de Bologne où il s’est diplômé en Composition, en Polyphonie et Direction de Chœur sous la direction d’Adone Zecchi (it). Il passe son diplôme de piano à Milan sous la direction de Giuseppe Piccioli. Il a suivi pendant trois ans les cours de direction d’orchestre tenus par Hans Swarowsky à l'École supérieure de musique (de) de Mannheim où il s’est diplômé, ainsi que les cours de perfectionnement de Franco Ferrara à Venise et Rome et de Lovro von Matačić à Salzbourg.
Il s’est alors engagé dans une carrière artistique qui l’a amené à diriger, dans les théâtres et les stations de radios et télévisions en Italie et à l’étranger, des œuvres d’auteurs classiques, romantiques et contemporains, en portant particulièrement son attention sur la musique symphonique vocale et la redécouverte de partitions peu connues ou même oubliées. A l’activité de direction, il a rapidement ajouté celle d’étude et de recherche. On peut mentionner dans ce cadre le travail effectué sur la musique bolonaise et émilienne des XVIIe et XVIIIe siècles. Il a été titulaire pendant 36 ans de la chaire de Polyphonie et Direction de Chœur au Conservatoire G.B. Martini de Bologne jusqu’à son départ à la retraite en 1998.
En 1967, il a fondé les Feste Musicali a Bologna, terrain d’expérimentation et de recherche, qu’il a dirigées jusqu’en 2003. Nées en tant que section spéciale du Théâtre communal de Bologne et constituées en 1993 en association culturelle, les Feste Musicali ont agi de façon incisive sur la scène nationale grâce à des collaborations importantes avec d’autres organismes italiens et internationaux : la Scala de Milan, le Festival de Salzbourg, l’Autunno Musicale de Côme, le Festival Verdi de Parme, le Ravenna Festival, le Rossini Opera Festival de Pesaro, le Bologna Festival, etc. Touchant tous les domaines temporels, thématiques et linguistiques de la créativité musicale (de la production la plus archaïque à l’avant-garde), les Feste Musicali se sont imposées aux yeux du public et de la critique en réalisant leurs spectacles dans des lieux insolites, ou en renversant les perspectives des espaces scénographiques traditionnels, pour proposer des parcours innovants en matière d’architecture et de sites urbains. Elles ont ainsi suscité l’intérêt d’un public renouvelé et ont offert à l'étude et à la critique des perspectives importantes de connaissance et de recherche.
Les points forts ont été les nombreux Componibili, le Treno di Cage, les Sonori Peripati, le Labirinto Leopardi (1998, coproduction avec le Rossini Opera Festival de Pesaro), etc. Grâce aux Feste Musicali, de nombreux compositeurs du passé, peut-être oubliés dans leur pays d'origine, ont bénéficié d'une nouvelle attention artistique et critique. L'exploration des auteurs de la première génération protoromantique (Piste da leggere fra Sturm und Drang e Biedermeier, 1995-1997) comme A. Reicha, F. Paër, J. Weigl, P. von Winter doivent aux manifestations bolonaises une part importante de la nouvelle attention consacrée à leurs œuvres. D'autres compositeurs, tels Ch.G. Neefe, F.I. Danzi, A. Reichardt, P. Vogler – ou encore C.M. von Weber et G. Meyerbeer à leur exorde –, ont été signalés comme les précurseurs du Lied. Des secteurs particuliers de la musique sacrée ou de formes théâtrales moins courantes – comme les pièces de musique de chambre ou, surtout, les mélodrames – ont fait l'objet d'une attention et d'une réévaluation notables. Dans le domaine contemporain, les Feste Musicali ne se sont pas contentées d'encourager l'exécution de partitions du domaine public (Bruno Maderna, Karlheinz Stockhausen, Sylvano Bussotti), mais elles ont sollicité différentes générations de compositeurs plus importants ou de talents émergents sur la scène internationale actuelle : Franco Donatoni, Salvatore Sciarrino, Adriano Guarnieri, Fabio Vacchi, Alberto Caprioli, Gilberto Cappelli (it)…
En 1976, il a épousé Brigitte Pasquet, une française. Ils n’ont pas eu d’enfant.

## Œuvres d'exécution plus rare dirigées par Tito Gotti
- D. Belli, Orfeo dolente.
- D. Cimarosa, Gli Orazi e i Curiazi, deux versions historiques de concert.
- E.I. Fomin, Orfeo ed Euridice (mélodrame).
- D. Gabrielli, Flavio Cuniberto.
- C.W. Gluck, Ifigenia in Aulide, Paride ed Elena, La Danza.
- A.M. Gretry, Denys le Tyran.
- B. Maderna, Hyperion.
- F. Paër, Achille.
- G. Paisiello, Re Teodoro a Venezia.
- F. Provesi, Pigmalione (mélodrame) e G.B. Cimador, Pimmalione.
- V. Righini, Alcide al bivio.
- G. Rossini, La scala di seta, Adina o il Califfo di Bagdad.
- F. Schubert, Die Zauberharfe.
- G. Verdi, Stiffelio.
- C. M. von Weber, Abu Hassan.
- J. Weigl, Amleto (mélodrame).
- K. Weill, Lo Zar si fa fotografare.
- P. von Winter, Lenardo und Blandine (mélodrame).

## Discographie
- Les grandes heures de San Petronio de Bologne, Châteaux et Cathédrales, Erato, Paris.
- En la Basilique San Petronio de Bologne, Châteaux et Cathédrales, Erato, Paris.
- La Basilique Saint Marc de Venise, Châteaux et Cathédrales, Erato, Paris.
- G.P. Colonna, Messa a cinque voci e 2 salmi, Erato, Paris.
- Six concertos italiens pour trompette et orchestre, soliste M. André, Erato, Paris.
- F. Paër, Concerto per organo e orchestra, soliste L.F. Tagliavini, Ricordi, Milano (Prix de la critique discografique italienne).
- F. Schubert, Die Zauberharfe, Bongiovanni, Bologna.
- V. Righini, Alcide al bivio, Bongiovanni, Bologna.

## Essais
- Guida all'analisi della polifonia vocale, Bologna, Edizioni Bongiovanni, 1962 (2ª ed. 1973).
- Bologna musicale del ‘700 e Cristoforo Gluck, in Due secoli di vita musicale, sous la direction de L. Trezzini, vol. I, Bologna, ALFA, 1966.
- L'opera. Appunti per una analisi, in Stiffelio, Parma, Istituto Nazionale di Studi Verdiani, 1968 («Quaderni dell'Istituto»).
- L’article : Direzione e concertazione, in Enciclopedia della Musica, Milano, Rizzoli-Ricordi, 1972.
- Beethoven a Bologna nell'Ottocento, in «Nuova Rivista Musicale Italiana», 1: VII/1 (1973), pp. 3-38; 2. VII/3-4 (1973), pp. 352-387.
- Spiriti della musica in Emilia e Romagna, in L'Emilia-Romagna, sous la direction de F. Cantelli et G. Guglielmi, Milano, TETI, 1974.
- Erudizione e insolita drammaturgia nella storia di Oleg, in Giuseppe Sarti, musicista faentino. Atti del Convegno Internazionale (Faenza, 25-27 novembre 1983), sous la direction de M. Baroni et M. G. Tavoni, Modena, Mucchi, 1986, pp. 113-134.
- Partecipiamo a…, in T. Gotti, L. Marisaldi, F. Mazzoli, R. Vlad, Viaggio al centro della musica», Bologna, Zanichelli, 1986 (2ª ed. Percorsi nella musica, 1994).
- Editoriali per i programmi delle Feste Musicali 1967-2003, in Le Feste Musicali. Poetiche e storia, sous la direction de S. Camerini, Bologna, Baskerville, 2007.
- Con sospesa ed incantata gratitudine, in Le città della musica. Celibidache e Bologna, sous la direction de L. Girati et L. Verdi, Bologna, Forni, 2004.

## Distinctions
- 1983: Prix Franco-Abbiati de la critique musicale italienne (it) pour les Feste Musicali, comme meilleure initiative culturelle de l'année.
- 1993: Prix Franco-Abbiati de la critique musicale italienne (it) pour Tito Gotti, responsable des Feste Musicali, comme meilleur organisateur de l'année.
- 2001: Premio Imola: le vie della critica, pour les articles publiés dans les programmes des Feste Musicali comme préface et historique des choix effectués au cours de la recherche et de la définition des propositions.
- 2006: Neptune d'or (it) del Comune di Bologna, "au Maestro Tito Gotti qui, en traçant les parcours très originaux et absolument uniques des Feste Musicali, fondées et dirigées par lui avec une grande détermination, rend hommage aux caractéristiques les plus marquantes de la culture bolonaise" (citation de la motivation officielle).
- 2012: Prix Stefano-Bottari (it) de la Section bolonaise d'Italia Nostra (it), “pour le talent extraordinaire de promoteur avec lequel il a su animer la vie culturelle du dernier demi-siècle” (citation de la motivation officielle).
- 2013: Premio Battistino du Conservatoire de Musique G. B. Martini de Bologne, pour une longue activité d'enseignement menée au Conservatoire avec autant de doctrine que de qualités humaines et pour le savoir manifesté dans la recherche et la redécouverte de nombreuses musiques de qualité qui caractérisent l'ancienne école bolonaise" (citation de la motivation officielle).